# J’den Cox
J’den Michael Tbory Cox (* 3. März 1995 in Columbia, Missouri) ist ein US-amerikanischer Ringer. Er gewann bei den Olympischen Spielen 2016 in Rio de Janeiro eine Bronzemedaille im freien Stil in der Gewichtsklasse bis 86 kg und wurde 2018 und 2019 Weltmeister im freien Stil in der Gewichtsklasse bis 92 kg Körpergewicht.

## Werdegang
J’den Michael Cox begann als Jugendlicher im Ringerclub der David-Hickmann-High-Scholl in Columbia mit dem Ringen. Später wechselte er an die University of Missouri und ringt seitdem für die Missouri Wrestling Foundation, den "Missouri Tigers". Trainiert wird er dort von Brian Smith. Er wohnt in Columbia, Missouri.
Als "College"-Ringer war er schon sehr erfolgreich und wurde in den Jahren 2014, 2016 und 2017 jeweils NCAA-Champion (=US-amerikanischer Studentenmeister) im freien Stil in der Gewichtsklasse bis 197 lbs. (86 kg). 2016 siegte er bei den US-Olympia-Ausscheidungskämpfen (Trials in der Gewichtsklasse bis 86 kg im freien Stil) vor Kyle Douglas Dake und David Morris Taylor. Das Startrecht bei den Olympischen Spielen 2016 in Rio de Janeiro musste er sich aber erst noch erkämpfen. Er schaffte das mit einem Sieg im Olympia-Qualifikations-Turnier in Ulaan-Baatar. Im Juni 2016 vertrat er die US-amerikanischen Farben beim Mannschafts-Welt-Cup in Los Angeles. Er kam dabei zu Siegen über Pawan Kumar, Indien, Alexander Gostijew, Aserbaidschan und Alireza Mohammad Karimimachiani aus dem Iran. Gegen Dato Marsagischwili aus Georgien unterlag er. Im Juli 2016 bestritt J’den Cox zur Vorbereitung auf die Olympischen Spiele den Großen Preis von Deutschland in Dortmund. Er kam dort hinter Nurmagomedow Gadschiew und Scharif Scharifow, beide Aserbaidschan, auf den 3. Platz.
Im August 2016 startete er für die Vereinigten Staaten bei den Olympischen Spielen in Rio de Janeiro im freien Stil in der Gewichtsklasse bis 86 kg. Mit Ausnahme des Qualifikationsturnieres in Ulaan-Baatar hatte er vorher nie eine internationale Meisterschaft bestritten. Trotzdem siegte er in Rio über Amarhadschi Mahamedow, Weißrussland und Alireza Mohammad Karimimachiani, verlor im Halbfinale aber gegen den erfahrenen Selim Yaşar aus der Türkei. Mit einem Sieg über Reineris Salas Perez aus Kuba sicherte er sich aber noch die olympische Bronzemedaille.
Im Februar 2017 bestritt J’den Cox in Kiew sein zweites internationales Turnier. Er kam dort in der Gewichtsklasse bis 92 kg Körpergewicht hinter dem früheren Olympiasieger Scharif Scharifow aus Aserbaidschan auf den 2. Platz. Bei den US-WM-Trials 2017 sicherte er sich einen Startplatz bei der Ringer-Weltmeisterschaft in Paris in der Gewichtsklasse bis 86 kg. Bei dieser Weltmeisterschaft kam er zu Siegen über Achmed Dudarov, Deutschland, Ville Heino, Finnland und Zbigniew Baranowski, Polen. Im Halbfinale unterlag er gegen Boris Makojew, einen in der Slowakei eingebürgerten Russen, nach Punkten. Er sicherte sich aber mit einem Punktsieg über den früheren Weltmeister Michail Ganew aus Bulgarien eine WM-Bronzemedaille.
Im April 2018 stand J’den Cox wieder im US-Team beim Mannschafts-Welt-Cup in Iowa City. Er siegte dort in der Gewichtsklasse bis 92 kg über Takashi Ishiguro aus Japan, verlor aber sowohl gegen Dato Marsagischwili als auch gegen Aslanbek Alborow. Anschließend qualifizierte er sich bei den US-WM-Trials in der Gewichtsklasse bis 92 kg vor Hayden Zillmer und Deron Winn. Bei der Weltmeisterschaft 2018 im Oktober in Budapest stellte er sich in hervorragender Form vor. Er siegte dort über Dato Marsagischwili, Nicolai Ceban, Moldawien, Alireza Karimimachiani und Iwan Jankouski aus Weißrussland und wurde damit Weltmeister.
2019 wurde J’den Cox panamerikanischer Meister und im September 2019 in Nur-Sultan (Kasachstan) auch wieder Weltmeister in der Gewichtsklasse bis 92 kg Körpergewicht. Dabei besiegte er im Finale den Iraner Alireza Karimimachiani, der gegen ihn letztlich ohne Chance war.
Im Februar 2020 startete J’den Cox in Havanna beim "Cerro-Pelado-International" in der Gewichtsklasse bis 97 kg Körpergewicht. Er gewann dieses Turnier vor Yonger Pauli Bastida Pomares und Reineris Salas Perez, Kuba und Hayden Nicholas Zillmer, USA. Es ist anzunehmen, dass er im Jahr 2020 immer in dieser Gewichtsklasse starten wird, weil die Gewichtsklasse bis 92 kg nicht olympisch ist. Sein Hauptkonkurrent in den Vereinigten Staaten in der Gewichtsklasse bis 97 kg ist allerdings kein Geringerer als Olympiasieger Kyle Snyder.

## Internationale Erfolge
| Jahr | Platz  | Wettbewerb                                     | Gewichtsklasse | Ergebnisse |
| 2016 | 1.     | Olympia-Qualif.-Turnier in Ulaan-Baatar        | bis 86 kg      | vor Pedro Francisco Ceballos Fuentes, Venezuela, Zbigniew Baranowski, Polen und Feng Zhang, China                                                                                        |
| 2016 | 3.     | Großer Preis von Deutschland in Dortmund       | bis 86 kg      | hinter Murmagomedow Gadschiew und Scharif Scharifow, beide Aserbaidschan |
| 2016 | Bronze | OS in Rio de Janeiro                           | bis 86 kg      | nach Siegen über Amarhadschi Mahamedow, Weißrussland und Alireza Karimmimanchiari, Iran, einer Niederlage gegen Selim Yaşar, Türkei und einem Sieg über Reineris Salas Perez, Kuba       |
| 2017 | 2.     | Intern. Turnier in Kiew                        | bis 92 kg      | hinter Scharif Scharifow, vor Riley Lefever, USA und Irakli Mtsituri, Georgien |
| 2017 | 3.     | WM in Paris                                    | bis 86 kg      | nach Siegen über Achmed Dudarov, Deutschland, Ville Heino, Finnland und Zbigniew Baranowski, einer Niederlage gegen Boris Makojew, Slowakei und einem Sieg über Michail Ganew, Bulgarien |
| 2018 | 1.     | WM in Budapest                                 | bis 92 kg      | nach Siegen über Dato Marsagischwili, Georgien, Nicolai Ceban, Moldawien, Alireza Karmimimachiani und Iwan Jankowski, Weißrussland                                                       |
| 2019 | 1.     | Panamerikanische Meisterschaft in Buenos Aires | bis 92 kg      | nach Siegen über Jaime Yusept Espinal, Puerto Rico und Diego Reinaldo Ramírez Florentin, Paraguay                                                                                        |
| 2019 | 1.     | „Yaşar-Doğu“-Memorial in Istanbul              | bis 92 kg      | nach Siegen über Abubakar Turgajew, Kasachstan, Mohammed Fardi, Algerien, Schamil Subairow, Aserbaidschan und Bendegüz Toth, Ungarn                                                      |
| 2019 | 1.     | WM in Nur-Sultan                               | bis 92 kg      | nach Siegen über Mohammed Fardj, Algerien, Nurgali Nurgaipuly, Kasachstan, Irakli Mizuturi, Georgien und Alireza Karimimachiani, Iran                                                    |
| 2020 | 1.     | "Cerro-Pelado"-International in Havanna        | bis 97 kg      | vor Yonger Pauli Bastida Pomares und Reineris Salas Perez, beide Kuba und Hayden Nicholas Zillmer, USA                                                                                   |

## Erfolge bei nationalen Wettkämpfen
| Jahr | Platz | Wettbewerb         | Gewichtsklasse | Ergebnisse                                             |
| 2014 | 1.    | NCAA-Championships | bis 197 lbs.   |                                                        |
| 2016 | 1.    | NCAA-Championships | bis 197 lbs.   | vor Morgan McIntosh                                    |
| 2016 | 1.    | US-Olympia-Trials  | bis 86 kg      | vor Kyle Douglas Dake und David Morris Taylor          |
| 2017 | 1.    | NCAA-Championships | bis 197 lbs.   | vor Jeric Kasunic                                      |
| 2017 | 1.    | WM-Trials          | bis 86 kg      | vor David Morris Taylor, Nick Heflin und Richard Perry |
| 2018 | 1.    | USA-Meisterschaft  | bis 92 kg      | vor Hayden Zillmer, Enock Francois und Deron Winn      |
| 2018 | 1.    | WM-Trials          | bis 92 kg      | vor Hayden Zillmer und Deron Winn                      |

Erläuterungen
- alle Wettkämpfe im freien Stil
- OS = Olympische Spiele, WM = Weltmeisterschaft
- NCAA-Championships = US-amerikanische Studentenmeisterschaft
- Trials = Ausscheidungswettkampf
- 1 lbs. = 0.453 kg